# Gornji Nikšić
Gornji Nikšić is een plaats in de gemeente Slunj in de Kroatische provincie Karlovac. De plaats telt 65 inwoners (2001).